# Stygioglomeris duboscqui
Stygioglomeris duboscqui är en mångfotingart som beskrevs av Henri W. Brölemann 1913. Stygioglomeris duboscqui ingår i släktet Stygioglomeris och familjen klotdubbelfotingar. Inga underarter finns listade i Catalogue of Life.